# 舆论安全
舆论安全是中華人民共和國的一個詞彙，是一個由中國共產黨的党刊《求是》新造的特色词汇。
根據《求是》的定義，所謂舆论安全的意思就是舆论對政府或國家的安全或穩定性的影響。這個定義，一般被網民認為是一種偷换概念的文革体棍子文，用作整肃媒体言论信号用。例如“正面报道”“负面报道”“新闻比例”...,..等。这些词汇在各项口令通知的配合下，在一定程度上造就了中国传媒的堕落犬儒化。在学术上，也对中国新闻学造成了极大的耻辱。另一方面，网民认为：真正的“舆论安全”，應該是保障舆论自由，不被封杀，不被导向，不被“一言堂化”才叫“舆论安全”。

## 參看
- 新聞自由 / 言論自由